# Amer Sports
Amer Sports Oyj dawniej Amer-Yhtymä Oyj – fińska korporacja oferująca odzież, obuwie oraz sprzęt sportowy. Właściciel takich marek jak: Atomic czy Salomon. Notowana na giełdzie w Finlandii.

## Marki Amer Sports
- Atomic
- Salomon
- Wilson Sporting Goods
- Peak Performance[2]
- Arc'teryx
- Armada